# El Carmen kommun, Argentina
Departamento de El Carmen är en kommun i Argentina.   Den ligger i provinsen Jujuy, i den norra delen av landet, 1 300 km nordväst om huvudstaden Buenos Aires.
Omgivningarna runt Departamento de El Carmen är en mosaik av jordbruksmark och naturlig växtlighet. Runt Departamento de El Carmen är det ganska tätbefolkat, med 104 invånare per kvadratkilometer.